# L'Économie du Ciel
L'Économie du Ciel est un court roman autobiographique de Jacques Chessex, publié chez Grasset en 2003.

## Résumé
Dans L'Économie du Ciel, Jacques Chessex raconte un trait troublant de son passé : la rencontre, sur un petit chemin de campagne de son père, alors directeur du collège de Payerne, qui lui demande alors brusquement de feindre de ne l'avoir jamais vu ce jour-là.